# Фащенко Василь Васильович
Васи́ль Васи́льович Фа́щенко (5 січня 1929, Катьощине, УСРР, СРСР — 24 червня 1999, Одеса, Україна) — український літературознавець, літературний критик, дослідник новел. Доктор філологічних наук, професор Одеського державного університету імені І. І. Мечникова, лауреат Державної премії УРСР імені Т. Г. Шевченка, член Спілки письменників України.

## Біографія
В. В. Фащенко народився 5 січня 1929 року в родині хлібороба в с. Катьощине (тепер Томаківського району Дніпропетровської області України). У 1949 році закінчив середню школу у с. Кремінному Ворошиловградської області.
У 1954 році закінчив українське відділення філологічного факультету Одеського державного університету імені І. І. Мечникова та вступив до аспірантури при кафедрі української літератури.
У 1957—1963 роках редагував університетську газету «За наукові кадри».
В 1958 році  захистив дисертацію «Новели О. Гончара» на здобуття наукового ступеня кандидата філологічних наук. Згодом присвоєно вчене звання доцента. Працював старшим викладачем, доцентом кафедри української літератури. У 1962—1968 роках був деканом загальнонаукового факультету, а 1968—1970 роках — проректором із заочного та вечірнього навчання, а у 1970—1976 роках — проректором з наукової роботи Одеського держуніверситету.
У 1970 році захистив дисертацію «Жанрово-стильові проблеми української радянської новелістики» і здобув науковий ступінь доктора філологічних наук. З 1972 року обіймав посади професора, завідувача створеної ним кафедри радянської літератури і літератури народів СРСР (з 1989  року — кафедри літератури XX віку).
З 1966 року був членом Спілки письменників України. Обирався делегатом ряду письменницьких з'їздів. Протягом 1975—1993 років був головним редактором наукового міжвідомчого збірника «Питання літератури народів СРСР» («Вопросы литературы народов СССР»).
Помер 26 червня 1999 року в Одесі. Похований на 2-му християнському кладовищі.

## Наукова діяльність
Цілеспрямований науковий пошук забезпечив В. В. Фащенку місце серед найавторитетніших дослідників української новели. Видані вченим монографії «Новела і новелісти» (1968) та «Із студії про новелу» (1971) стали етапними у з'ясуванні суттєвих питань теорії новели в Україні, у вивченні індивідуального стилю провідних українських новелістів, зокрема Ю. Яновського, О. Довженка, Остапа Вишні, Г. Косинки, О. Гончара. Досліджуючи історію красного письменства, виявив посилений інтерес до розвитку сучасного йому літературного процесу.
Протягом 1970—1990 років у центрі наукових зацікавлень В. В. Фащенка перебувала поетика характеротворення в художній літературі. За редакцією вченого вийшла колективна праця «Проблема характеру в радянській багатонаціональній літературі» (1977). Основні результати багаторічних студій знайшли відбиття у його монографіях «Відкриття нового і діалектика почуттів» (1977), «У глибинах людського буття: етюди про психологізм літератури» (1981), «Характеры и ситуации» (1982).

### Праці
- Тема праці в радянській художній літературі / В. В. Фащенко ; відп. ред.: М. Д. Хмелюк ; Т-во для поширення політ. та наук. знань УРСР. — Київ., 1960. — 40 с.
- Гончар і Коцюбинський / В. В. Фащенко // Коцюбинський: зб. праць темат. студент. наук. гуртка по вивч. творч. М. М. Коюбинського / відп. ред.: А. В. Недзвідський. — Одеса, 1961. — С. 109—121.
- Новела і новелісти: жанрово-стильові питання (1917—1967 рр.) / В. В. Фащенко. — Київ: Рад. письменник, 1968. — 264 с.
- Із студій про новелу: жанрово-стильові питання / В. В. Фащенко. — Київ: Рад. письменник, 1971. — 215 с.
- Життєва і художня правда характеру / В. В. Фащенко // Проблема характеру в радянській багатонаціональній літературі (кінець 60-х — початок 70-х років). — Київ ; Одеса: Вища школа, 1977. — С. 5-52.
- Відкриття нового і діалектика почуттів / В. В. Фащенко. — Київ: Дніпро, 1977. — 250 с.
- У глибинах людського буття: етюди про психологізм літератури / В. В. Фащенко. — Київ: Дніпро, 1981. — 279 с.
- Характеры и ситуации / В. В. Фащенко. — М. : Сов. писатель, 1982. — 263 с.
- Павло Загребельний. Нарис творчості / В. В. Фащенко. — Київ: Дніпро, 1984. — 207 с. — (Літературний портрет).
- Герой і слово: проблеми, характери і поетика радянської прози 80-х років / В. В. Фащенко. — Київ: Дніпро, 1986. — 211 с.
- Діалогічне буття жанрів / В. В. Фащенко // Роди і жанри літератури: зб. наук. праць за матеріалами міжвуз. конф. присвяченої пам'яті проф. Г. А. В'язовського / відп. ред.: Н. М. Шляхова. — Одесса: Astroprint, 1997. — С. 3 — 6.
- У глибинах людського буття: літературознавчі студії / В. В. Фащенко. — Одеса: Маяк, 2005. — 640 с.

## Нагороди
- Орден «Знак Пошани».
- Медаль «За трудову доблесть».
- Державна премія УРСР імені Т. Шевченка (1985 р.)
- Республіканська премія УРСР в галузі літературно-художньої критики (1979 р.).